# Jemerson
Jemerson de Jesús Nascimento (nascut el 24 d'agost de 1992), conegut simplement com a Jemerson, és un futbolista brasiler que juga com a defensa central.
Format en les categories inferiors de l'Atlético Mineiro, va disputar tres temporades amb el primer equip (2013-2015) abans de ser traspassat a l'AS Mònaco. Va pertànyer cinc anys al club del Principat, fins que les dues parts van acordar la rescissió del contracte el novembre de 2020. Després d'un breu pas pel Corinthians paulistà, va tornar a la Ligue 1, on va jugar la temporada 21/22 amb el Metz. L'estiu de 2022 va concretar el seu retorn al Galo.
El futbolista ha estat convocat en dues ocasions per jugar amb la selecció brasilera.

## Palmarès
Atlético Mineiro
- Campionat Mineiro: 2013 i 2015
- Copa Libertadores: 2013
- Recopa Sud-americana: 2014
- Copa del Brasil: 2014

Monaco
- Ligue 1: 2016–17